# Monumento a Garibaldi (Venezia)
Il Monumento a Giuseppe Garibaldi a Venezia fu eretto nel 1887 dallo scultore Augusto Benvenuti. La statua si trova nel sestiere di Castello all'inizio del viale alberato, lungo circa 180 m, che costituisce un percorso di raccordo tra la Via Garibaldi e i Giardini Napoleonici.

## Descrizione
La struttura è composta da un alto sperone di roccia, riferimento allo scoglio di Caprera, sulla cui sommità si eleva la statua di Giuseppe Garibaldi in bronzo; in basso si trova la statua raffigurante un leone accucciato, storico simbolo di Venezia; sulla parte retrostante vi è un'altra statua in bronzo con la figura di un garibaldino che sta di guardia con il fucile a tracolla, da molti identificato con il veneziano Giuseppe Zolli (1838–1921) che partecipò alla spedizione dei Mille. Il monumento è circoscritto da un piccolo laghetto.

## Galleria d'immagini

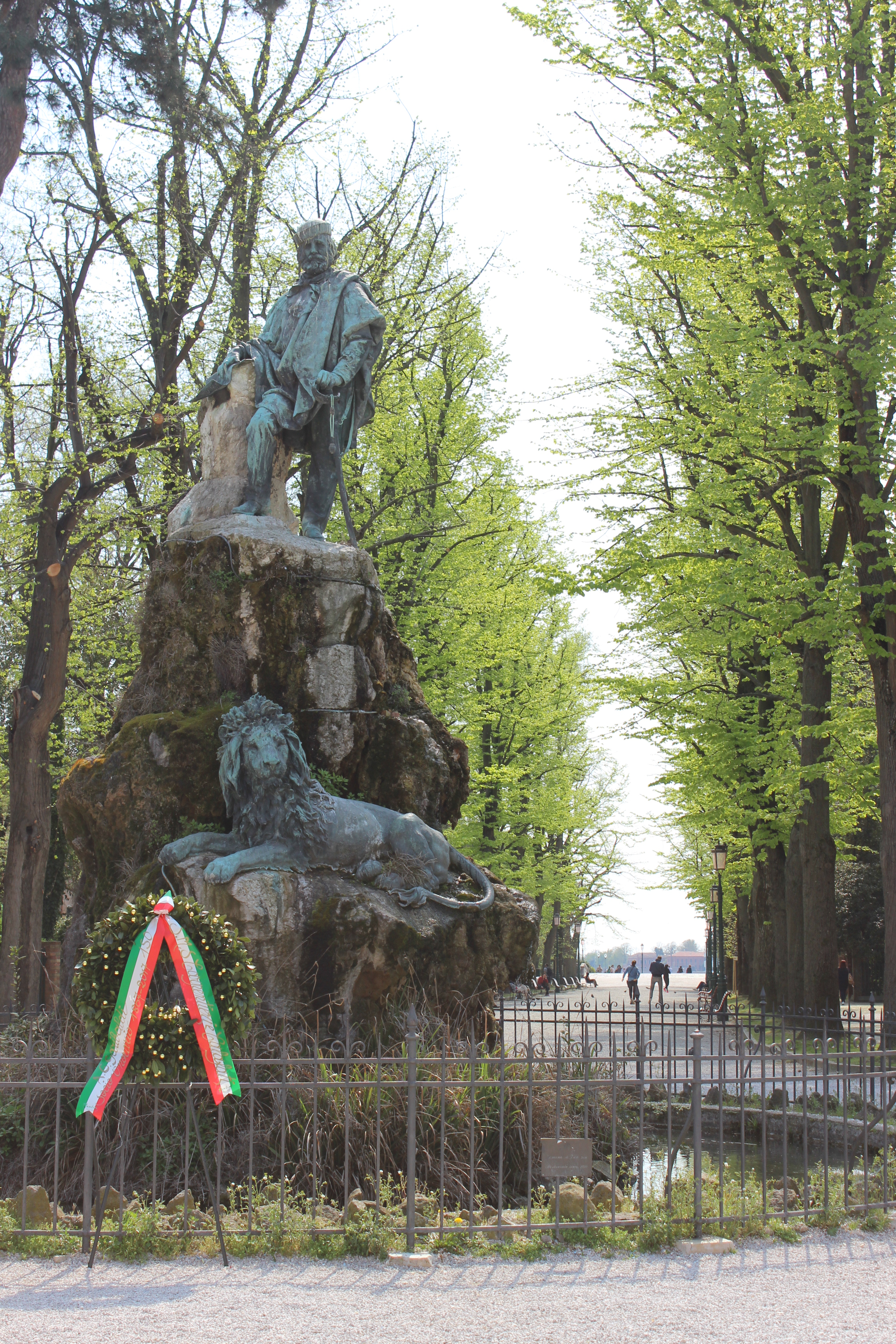
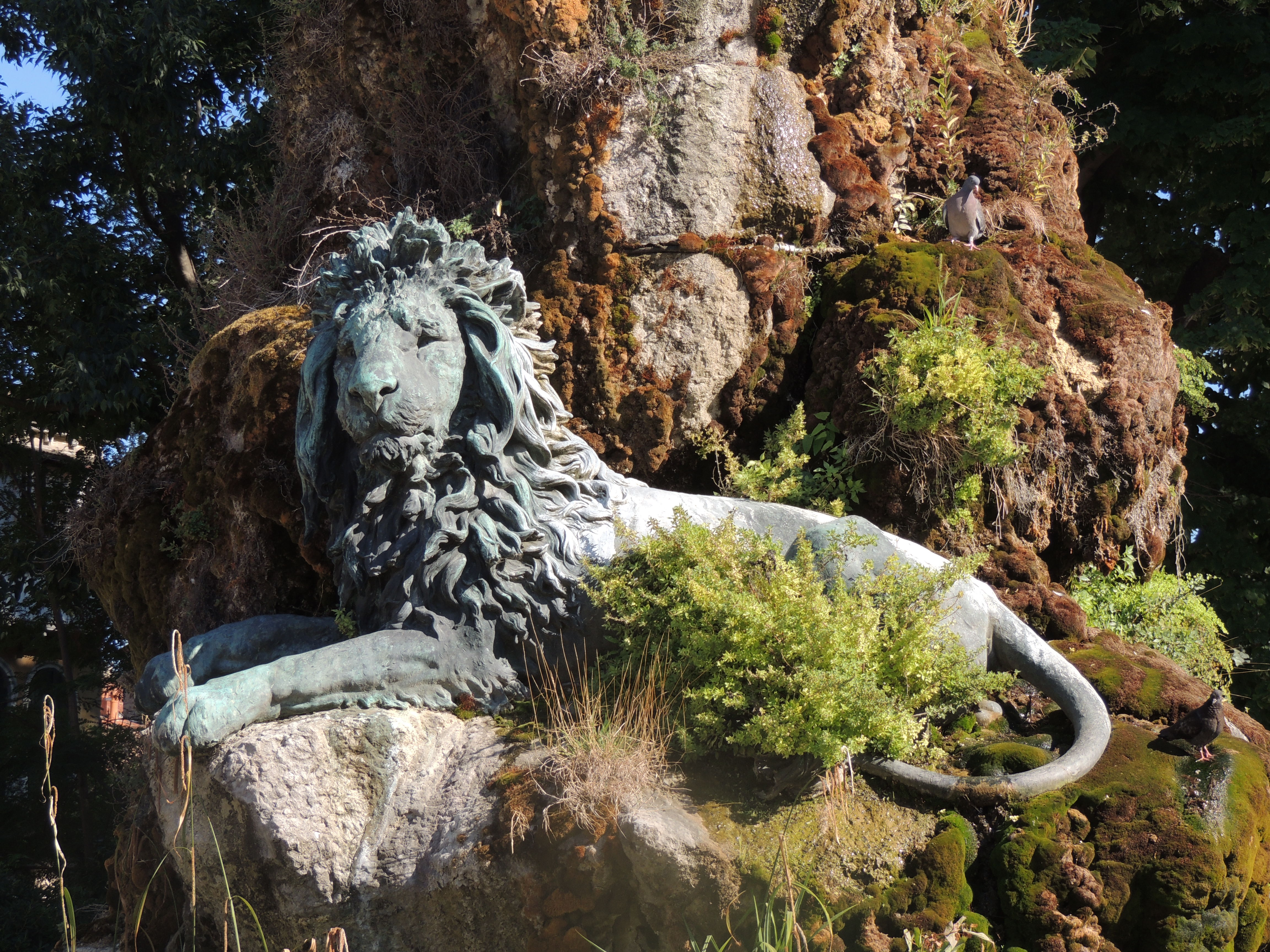
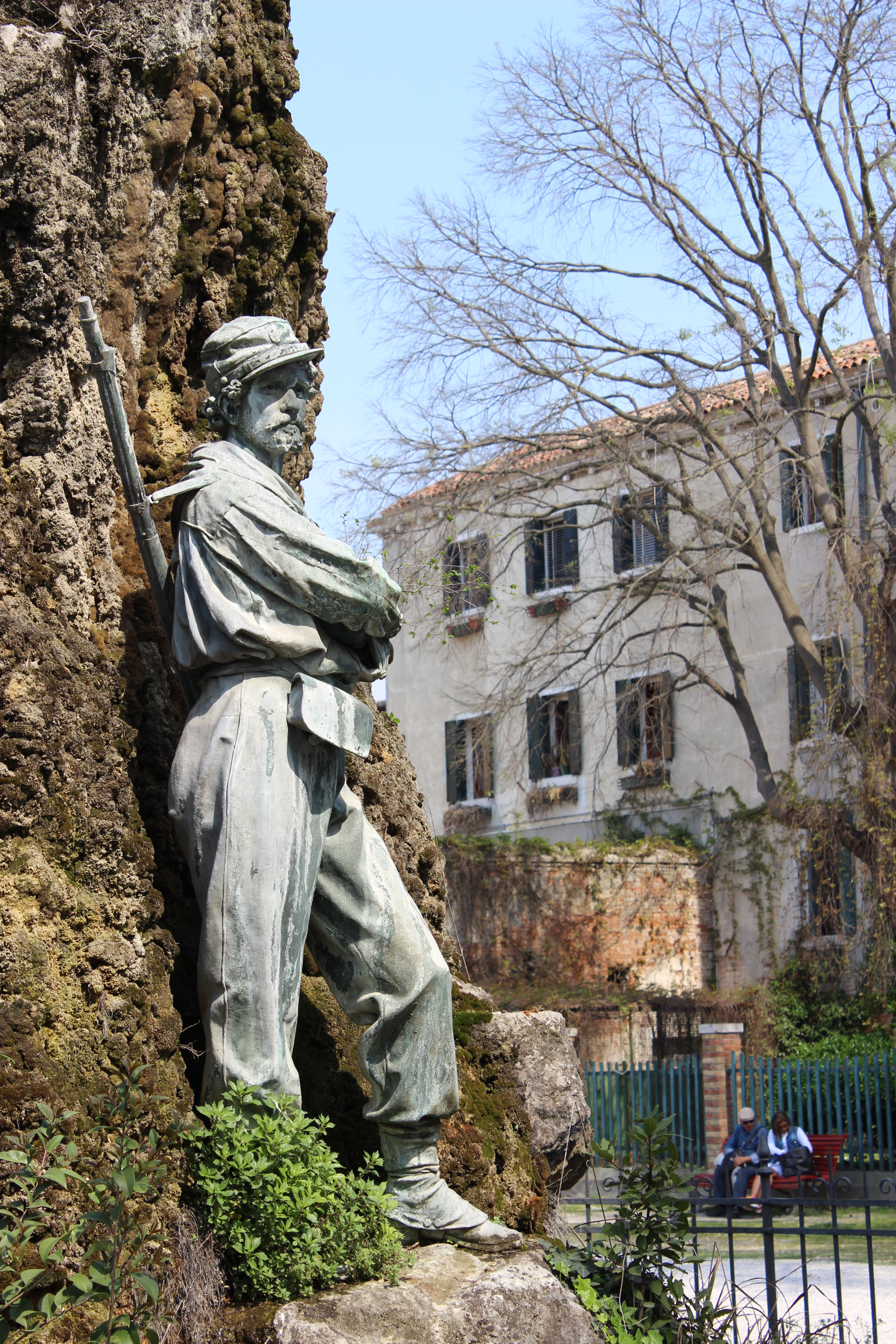